# 滋賀県道57号瀬田西インター線

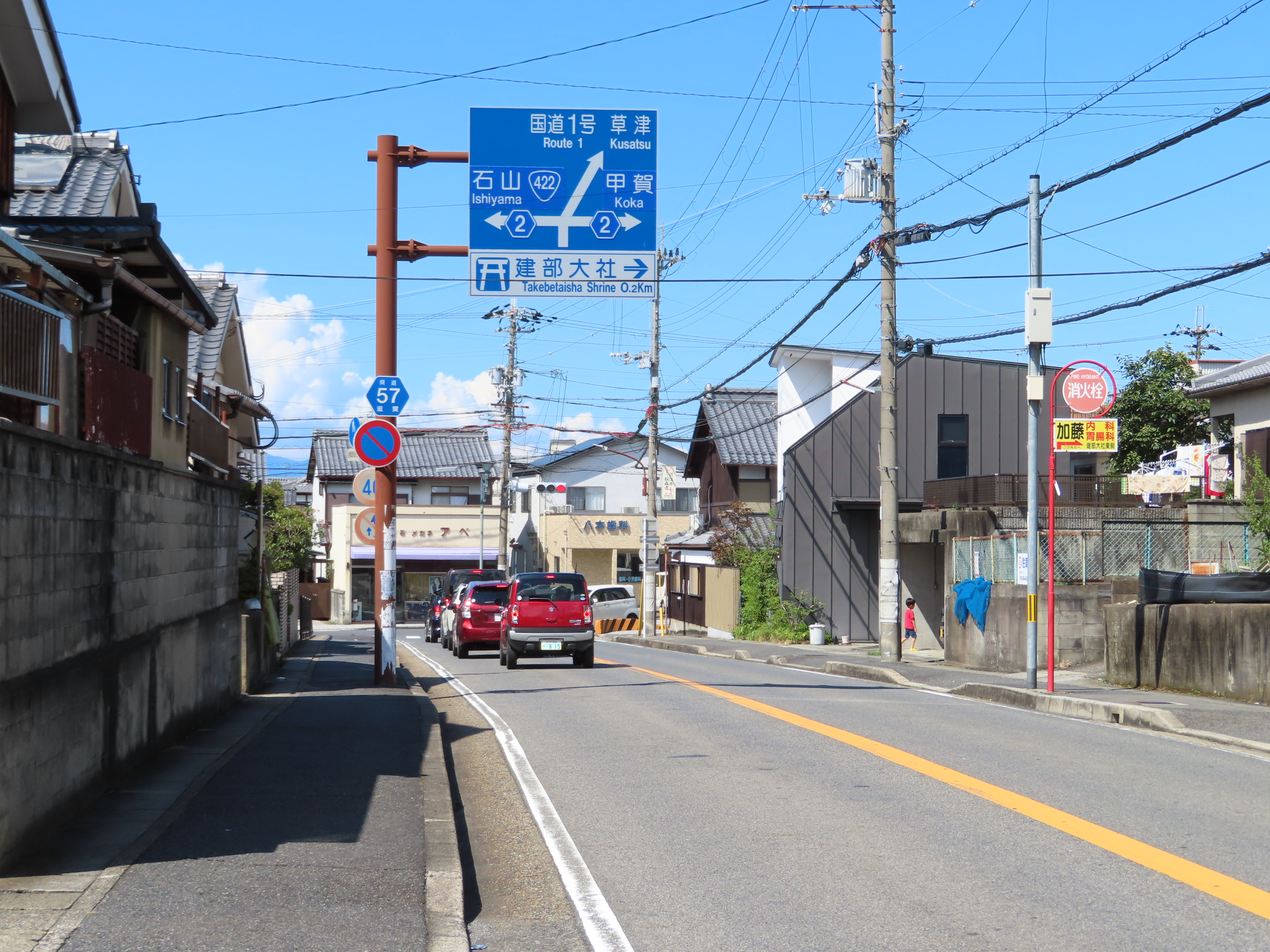
神領交点（終点）付近

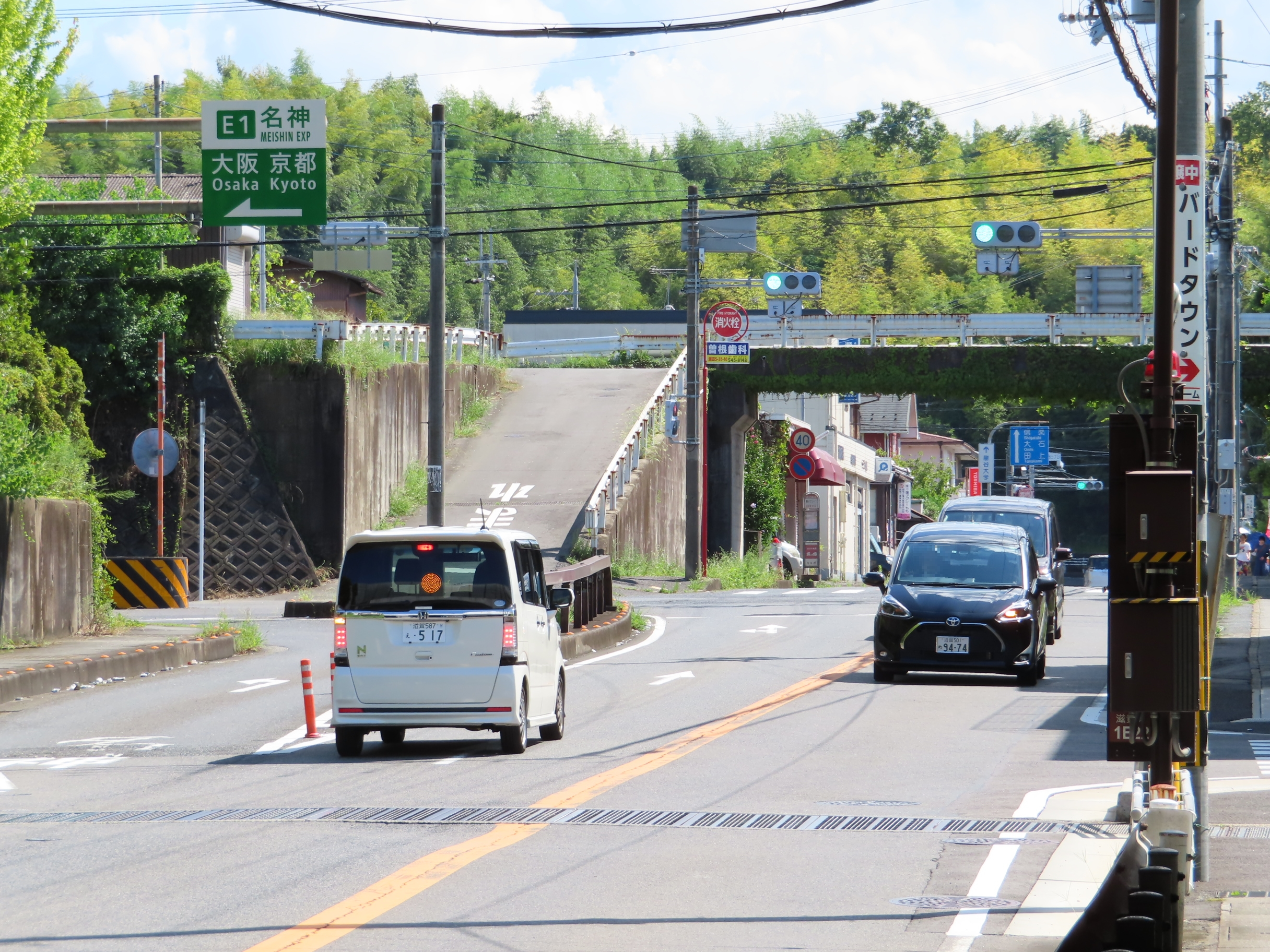
起点（瀬田西IC）付近

滋賀県道57号瀬田西インター線（しがけんどう57ごう せたにしインターせん）は、滋賀県大津市を通る県道（主要地方道）である。

## 概要
滋賀県大津市の名神高速道路瀬田西ICから北上し、大津市神領の滋賀県道2号大津能登川長浜線神領交差点に至る0.5 kmの路線である。
瀬田西ICから南へ進むと京滋バイパス側道に突き当たり、瀬田ゴルフコースが広がる。終点の神領交差点は5街道のひとつ東海道との交点であり、西に進むと瀬田の唐橋がある。また、神領交差点から北東へ続く道は東海道の街道筋であり、国道1号線大江3丁目交差点に突き当たる。

### 路線データ
- 起点：瀬田西IC（大津市瀬田）
- 終点：大津市神領（滋賀県道2号大津能登川長浜線交点）

## 歴史
- 1993年（平成5年）5月11日 - 建設省から、県道大津信楽線の一部が瀬田西インター線として主要地方道に指定される[1]。

## 地理

### 通過する自治体
- 大津市

### 交差する道路
- 名神高速道路瀬田西IC（大津市瀬田、起点）
- 滋賀県道2号大津能登川長浜線（滋賀県道16号大津信楽線 重複）（大津市神領、終点）

### 沿線にある施設など
- 滋賀県立瀬田工業高等学校
- 滋賀県立瀬田高等学校